# Afrocyarda truncata
Afrocyarda truncata är en insektsart som först beskrevs av Hesse 1925.  Afrocyarda truncata ingår i släktet Afrocyarda och familjen Flatidae. Inga underarter finns listade i Catalogue of Life.